# Cainta

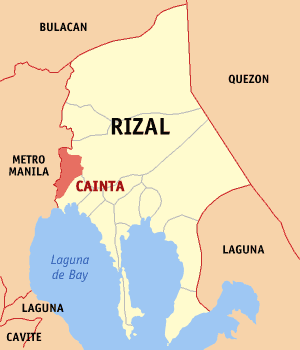
Caintas läge i Rizal

Cainta är en kommun i Filippinerna som ligger i provinsen Rizal, regionen Calabarzon. Den hade 289 833 invånare vid folkräkningen 2007.
Kommunen är indelad i 7 smådistrikt, barangayer, varav samtliga är klassificerade som urbana.